# Capilla de Santo Domingo de la Calzada
La capilla de Santo Domingo de la Calzada, también conocida como capilla del Puente es un lugar de culto religioso de la ciudad española de Madrid, situado bajo la autovía M-30.

## Historia y características
Construida en 1978 en un túnel bajo la M-30, junto al paso subterráneo de la calle Arroyofresno, alojó inicialmente la parroquia del Bautismo del Señor. El túnel, de 35 m de longitud conforma una bóveda de medio cañón. Después de trasladarse la parroquia a una nueva sede se mantuvo en culto como capilla a petición de los feligreses.